# س. جاي جونز
س. جاي جونز (بالإنجليزية: C. J. Jones)‏ هو لاعب كرة قدم أمريكية ولاعب كرة قدم كندية أمريكي، ولد في 20 سبتمبر 1980 في بوينتون في الولايات المتحدة.

## وصلات خارجية
- س. جاي جونز على موقع JustSportsStats.com (الإنجليزية)